# Ga Phạm Văn Hai
Ga Phạm Văn Hai là một trong các nhà ga của Tuyến đường sắt đô thị Khu đô thị Tây Bắc - Thủ Thiêm nằm tại phường Tân Sơn Nhất, Thành phố Hồ Chí Minh.
Nhà ga nằm trên đường Cách Mạng Tháng Tám, phía Bắc giáp Kênh Nhiêu Lộc - Thị Nghè.

## Bố trí ga
| G                    | Mặt đất                         | Lối vào/Lối ra                                                                      |
| B1 Tầng trung chuyển | Tầng 1                          | Khu bán vé, khu thương mại, khu bộ phận kỹ thuật, khu cổng ra vào và cổng kiểm soát |
| B2 Tầng ke ga        | Ke ga 1                         | ← L2 Tuyến 2 đi Bảy Hiền (Hướng đi Củ Chi) (giai đoạn 1, đang thi công)             |
| B2 Tầng ke ga        | Ke ga đảo, cửa sẽ mở ở bên trái |                                                                                     |
| B2 Tầng ke ga        | Ke ga 2                         | → L2 Tuyến 2 đi Lê Thị Riêng (Hướng đi Thủ Thiêm) (giai đoạn 1, đang thi công) →    |